# (6132) Danielson
(6132) Danielson (1990 QY3) – planetoida z grupy pasa głównego planetoid okrążająca Słońce w ciągu 3,88 lat w średniej odległości 2,47 au. Odkryta 22 sierpnia 1990 roku.